# 音乐公园礼堂
音乐公园礼堂（Auditorium Parco della Musica），是位于意大利首都罗马的一个多功能音乐厅，它分布在55,000平方米的弗拉米尼奥区，位于Parioli山和奥运村的区域，由意大利建筑师伦佐·皮亚诺设计，於2002年4月21日竣工完成 。
该复合体的主体是三个音乐厅，均為不同尺寸的建筑物，形状会让人联想到三隻甲虫；三个建筑物都覆盖着铅板，並径向围绕着一个室外半圆形剧场。三個音乐厅内部可容纳观众數分別為700名、1,200名、2,800名。